# Zolotaia Korona
Zolotaia Korona (în rusă Золотая Корона, cunoscut internațional și drept KoronaPay)  este un sistem rusesc de plată care oferă servicii de plată către persoane fizice, bănci și organizații: transferuri de numerar (cash2cash), transferuri de bani online  prin card bancar (card2cash), transferuri de bani între carduri bancare (card2card), rambursarea creditului online și offline în rețeaua partenerului, cumpărare de monedă online. Sistemul este inclus în registrul sistemelor de plăți importante din Rusia și Kazahstan. Serviciile sistemului de plată Zolotaia Korona sunt disponibile în infrastructura a peste 550 de bănci și parteneri din Rusia, din țările CSI, precum și din țări străine.

## Istoric
Din punct de vedere istoric, primul proiect al mărcii Zolotaia Korona a fost serviciul de carduri Zolotaia Korona Bank, care a fost creat la sfârșitul anului 1993 în Novosibirsk. În 1994, prima tranzacție a fost efectuată folosind un card cu microprocesor în sistemul Zolotaia Korona.. În perioada 1999-2005, Zolotaia Korona și-a sporit semnificativ capacitățile tehnologice și operaționale, gama de produse  și numărul de bănci. Multe dintre proiectele care au apărut în această perioadă au devenit direcții independente, care sunt acum dezvoltate de divizii separate în cadrul activității de procesare a CFT Group.
În 2003, sub marca Zolotaia Korona, a fost introdus un nou serviciu pentru persoane fizice - transferuri instantanee de bani, care astăzi este poziționat ca serviciul de plată Zolotaia Korona - Transferuri de bani.
În 2006, sistemul rus de plăți Zolotaia Korona a câștigat licitația deschisă a primăriei din Novosibirsk pentru furnizarea de carduri sociale.
În septembrie 2013, Zolotaia Korona a fost recunoscută oficial ca fiind un sistem de plăți important social de către Banca Centrală a Rusiei.
În octombrie 2016, Ucraina a interzis operațiunile Zolotaia Korona și ale tuturor celorlalte sisteme de plată rusești ca parte a politicii sale de sancționare împotriva intervenției militare rusești în Ucraina.
În februarie 2017, Zolotaia Korona a fost recunoscută oficial ca sistem de plăți important social de către Banca Națională a Kazahstanului.
În 2018, Zolotaya Korona a fost recunoscută drept cel mai bun sistem pentru transferurile de bani P2P fără un cont bancar, pe baza rezultatelor unui studiu de piață a plăților interprofesionale, „Transferurile de bani P2P în Rusia 2018”, realizat de Frank RG.
La 25 martie 2021, Banca Centrală a Rusiei a exclus-o pe Zolotaya Korona din registrul sistemelor de plată importante din punct de vedere social.